# Skepperia convoluta
Skepperia convoluta är en svampart som beskrevs av Berk. 1857. Skepperia convoluta ingår i släktet Skepperia och familjen Thelephoraceae.   Inga underarter finns listade i Catalogue of Life.